# 赵允迪
永嘉思恪王赵允迪（1014年—1048年），字德谟。周恭肃王赵元俨第三子。大中祥符七年（1014年）生。天禧四年（1020年）闰十二月，授右千牛卫将军。仁宗即位，迁大将军，领和州刺史。天圣五年（1027年）二月，改崇州。七(月)[年]九月(日日)，进唐州团练使。明道二年（1033年）十月，进汝州防御使。景祐二年（1035年）十一月，进耀州观察使。宝元二年（1039年）二月，进静难军节度观察留后。庆历四年（1044年）八月，进安静军节度使。八年三月薨，年三十五。赠太尉，追封永嘉郡王，谥曰思恪。四子右监门率府副率赵宗粹，馀三皆夭逝。
趙允迪曾因父喪不哀，被夫人錢氏所告，制降右監門衞大將軍。
六安郡夫人张氏
继室昭国夫人钱氏，忠懿王錢俶之孙女。
信安郡王赵宗粹（ -1120）永嘉思恪王赵允迪，政和元年九月二十一日，封昭化军节度使赵宗粹为信安郡王。宣和二年八月二十日卒。